# Grewia denticulata
Grewia denticulata là một loài thực vật có hoa trong họ Cẩm quỳ. Loài này được Wall. ex Prain mô tả khoa học đầu tiên năm 1901.